# Ayla (film din 2017)
Ayla sau Ayla: fiica războiului este un film turcesc dramatic de război din 2017. Este regizat de Can Ulkay, cu actorii Çetin Tekindor, İsmail Hacıoğlu, Kim Seol și Dursun Ali Atay în rolurile principale. Este bazat pe o întâmplare adevărată care a avut loc în timpul Războiului din Coreea. Filmul a fost propunerea Turciei la Premiul Oscar pentru cel mai bun film străin, dar nu a fost nominalizat. Filmul a avut încasări de 16,2 milioane de dolari americani.

## Prezentare
Filmul are loc în 1950 în timpul războiului din Coreea. Parte a trupelor trimise de Organizația Națiunilor Unite se află și o brigadă a Turciei. Într-o noapte, unul dintre militarii turci, Süleyman,  găsește o fetiță de 5 ani aproape înghețată, ai cărei părinți au fost uciși de nord-coreeni. Acesta își riscă viața ca să o salveze și o duce în baza armatei, în siguranță. Süleyman nu știe cum o cheamă și nu cunoaște limba coreeană, de aceea o numește Ayla (Luna), în amintirea nopții în care a găsit-o: Süleyman spune că fața ei seamănă cu luna. Între ei se formează o legătură puternică, iar Ayla aduce o bucurie ciudată brigăzii turcești aflată în război. Süleyman a avut grijă de Ayla timp de 15 luni, dar apoi militarilor turci li se cere să se întoarcă acasă. El nu vrea s-o părăsească pe Ayla și face tot ce îi stă în puteri s-o ia cu el în Turcia, dar se lovește de legile din Coreea de Sud. După război, Süleyman a vrut s-o adopte pe fata care a rămas orfană, dar este refuzat de guvern pentru că nu este căsătorit. Abia după 60 de ani, Ayla și Süleyman s-au întâlnit din nou în Parcul Ankara.

## Distribuție
- Çetin Tekindor ca Süleyman (bătrân)
- İsmail Hacıoğlu ca Süleyman (tânăr)
- Lee Kyung-jin ca Ayla (adult)
- Kim Seol ca Ayla (copil)
- Ali Atay ca Ali
- Damla Sönmez ca Nuran
- Murat Yıldırım ca locotenent Mesut
- Claudia van Etten ca Marilyn Monroe

## Producție
Filmul Ayla se bazează pe adevărata poveste a lui Kim Eun-ja și a lui Suleiman Dilbirligi, a căror reîntâlnire a fost prezentată în filmul documentar din 2010 al canalului sud-coreean de televiziune MBC Kore Ayla. Filmările peliculei turcești au început în Coreea de Sud în 2016. Kim Seol a fost aleasă pentru rolul minorei Ayla, ea a jucat anterior în serialul de televiziune sud-coreean Răspuns din 1988. Ko Eun Min a primit rolul mamei lui Ayla. Filmul a fost sponsorizat de Turkish Airlines cu sprijinul Ministerului Turismului din Turcia. Cele mai multe filmări au avut loc în Turcia. Producția filmului a fost finalizată în iunie 2017.

## Premii și nominalizări
La 21 octombrie 2017 a primit premiul pentru cel mai bun  montaj la Festivalul Internațional de Film de la Cape Town. Pe 2 noiembrie 2017 a primit premiul pentru cel mai bun film la Festivalul de Film de la Sydney.

## Legături externe
- Site web oficial
- Ayla: The Daughter of War la Internet Movie Database
- 코레 아일라 (Kore Ayla) - Chuncheon MBC Documentary